# Ascendente

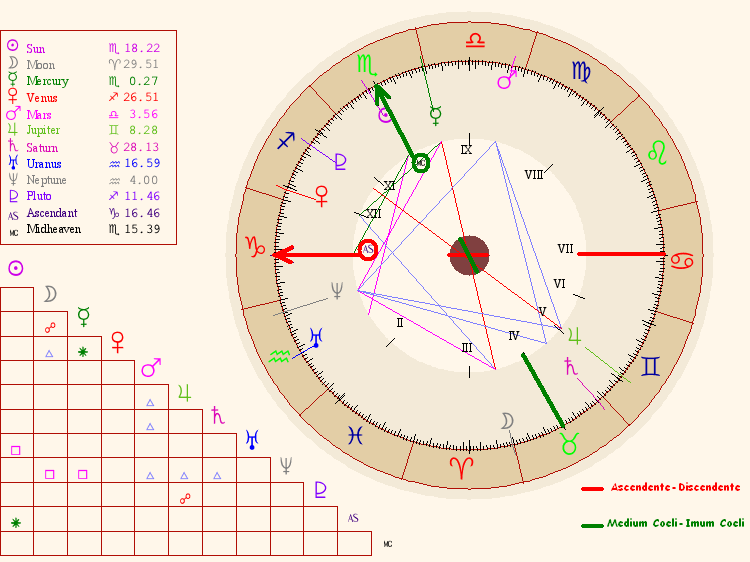
Ejemplo de carta astral. La línea roja horizontal que termina en una flecha es el ascendente. La línea verde es el medio cielo.

En la astrología, el ascendente es uno de los ángulos principales en una carta natal o carta astral. Su cúspide corta el signo del Zodíaco que se encuentra en el Horizonte Este en el momento del nacimiento. Siempre en una Carta astral ocupa la Primera Casa, y por lógica es opuesto a la Séptima Casa. Justamente por eso, se asocia al signo de Aries.
El ascendente, al ser el punto que se levanta exactamente por el horizonte, pasa a dividir el Cielo en doce casas astrológicas (I a XII, una para cada signo). También separa al cielo visible del invisible, el que se observa en astronomía y el de la astrología. El ascendente es, astronómicamente hablando, el punto cardinal Este sobre el horizonte local. La línea del horizonte, en un momento determinado, se representa en la carta natal por la línea definida por los dos puntos ascendente-descendente, y son respectivamente los puntos Este-Oeste. Por eso, se suele representar horizontal. La línea vertical representa el meridiano local, que incluye el cenit (arriba) y el nadir (abajo), y corresponden respectivamente con el MC-IC (Mediocielo-Fondo del Cielo).

## Cálculo aproximado

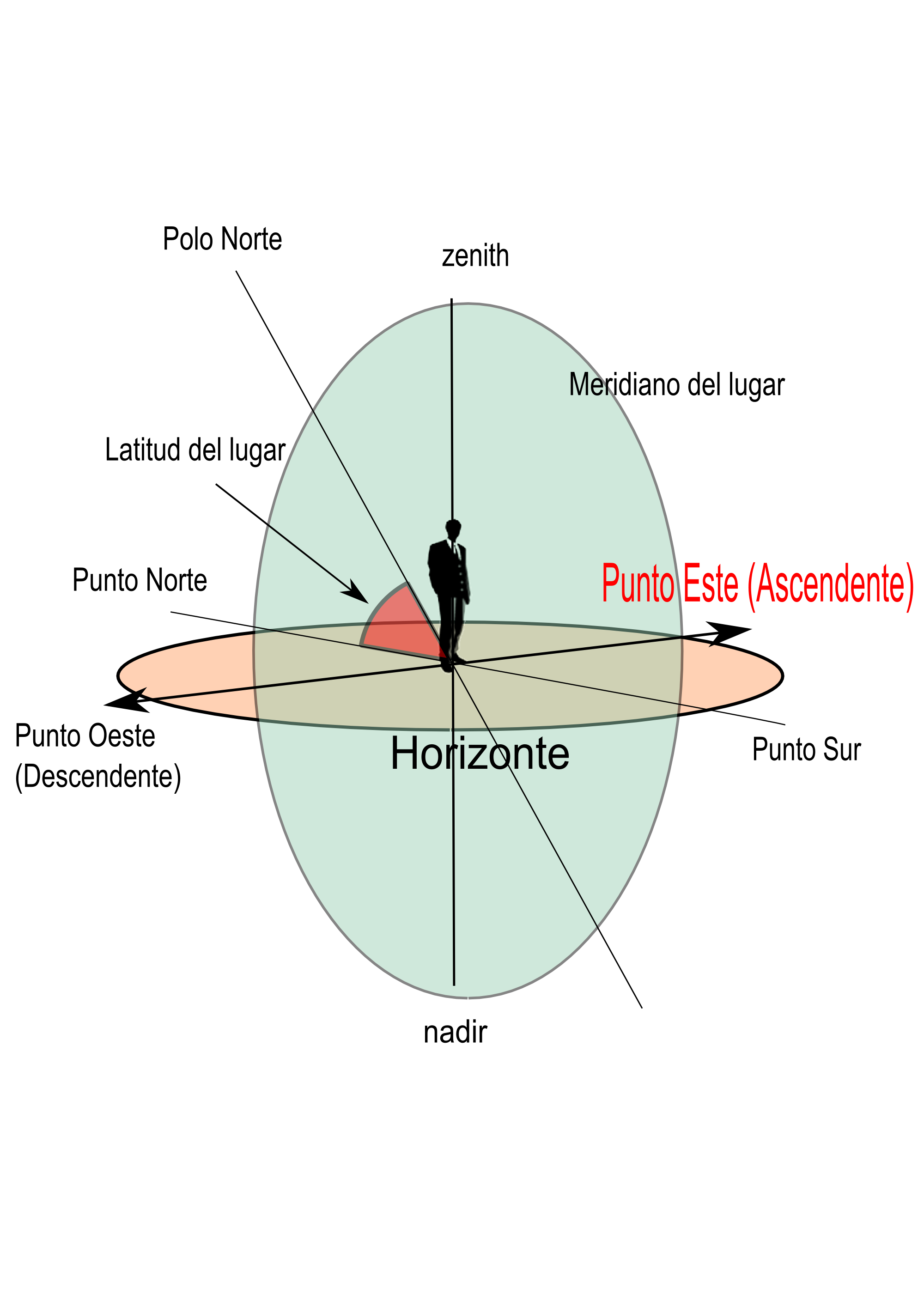
El Ascendente es el punto cardinal Este sobre el horizonte.

Para calcular el ascendente (que corresponde a la cúspide de la casa I), el astrólogo debe saber la hora de nacimiento y la latitud y longitud del lugar del mismo. Con estos datos, procederá a calcular la A.R.M.C. (Ascensión Recta del MedioCielo), que va a corresponder con la cúspide de la casa X (mediante las reglas dadas en el artículo Casas) y, a continuación calculará las cúspides de las casas. El ascendente se calcula exactamente con expresiones trigonométricas o con Tablas de Casas. No obstante, se conocen unas sencillas reglas que permiten calcularlo aproximadamente.
En un caso hipotético y que solo se da exactamente cuando la latitud es 0º -cuando el nacimiento sucede en el Ecuador-, la casa X se encuentra a 90° del ascendente, pero para cálculos aproximados esta idea es válida. La distancia angular entre el MC y el Ascendente varía con latitud: en el ecuador es de 90° y a medida que la latitud va en aumento, el ángulo entre estos puntos va aumentando también, reduciéndose el espacio entre las cúspides de las casas VII y X y, consecuentemente, de sus opuestas, I y IV. Sucede, por lo tanto que, en latitudes extremas, ciertas casas son grandes o muy grandes -y llegan a contener dos o más signos- y otras, muy pequeñas. Esta diferencia provocó que se modificaran los sistemas de división de casas.
Cuando el Sol se encuentra en el Meridiano superior (para un sujeto nacido al mediodía solar) normalmente, y para latitudes medias, el ascendente se encuentra unos tres signos completos por delante (cada signo es de 30°, así tres signos equivalen a 90° o a 6 horas de desplazamiento del Meridiano local, puesto que el movimiento de rotación de la Tierra es de 15° cada hora). Mediante esta sencilla regla, si se sabe situar el Sol, se obtiene el ascendente aproximado.
Por poner un ejemplo: para una persona nacida el día 21 de marzo, el Sol se encuentra exactamente a 0º de Aries (equinoccio de primavera). Si nació a las 12 horas solares, el Sol se encontrará en el meridiano. Esto significa que el Sol se encuentra justo en el Mediocielo o que el MC está en el grado 0° de Aries. Si sumamos 3 signos (esto es, 90°), obtenemos un Ascendente cerca del grado 0° de Cáncer.
Otro caso: alguien nacido el día 13 de junio, a las 12 horas. El Sol se encuentra a 13 + 9 grados de Géminis: 22 grados de Géminis. El Ascendente estará a unos 22° de Virgo.
Si el sujeto ha nacido a otra hora, hay que desplazar el Meridiano hacia delante o hacia atrás, a razón de 15° por hora, que es la tasa de movimiento de la Tierra en su giro diario por rotación sobre sí misma. Aunque hay tres casos particulares más:
- Caso de un nacido al amanecer: el Sol estará en el mismo grado del ascendente.
- Caso de un nacido en el ocaso: el Sol estará en el grado opuesto del ascendente (habrá que sumar 6 signos completos).
- Caso de un nacido a medianoche solar: el Sol estará en conjunción con el semimeridiano inferior. Habrá que restar 3 signos al signo del sol.

## Cálculo exacto
{\displaystyle ASCendente=\arctan({-{\cos A}/({\sin A\times \cos E+\tan L\times \sin E}}))}
donde
- A = Hora sidérea local convertida a grados, minutos y segundos.
- E = oblicuidad de la eclíptica (23°27′). Para valores referidos al equinoccio estándar J2000.0, use 23.4392911°; para J1950.0, use 23.4457889°.
- L = Latitud del lugar (Las latitudes Sur son negativas; las latitudes Norte, positivas.)

Para localizar el cuadrante correcto (de 0° a 360°), es necesario hacer las siguientes correcciones:
Si ASCendente < 0 entonces ASCendente = ASCendente + 180
y/o
Si cos A < 0 entonces ASCendente = ASCendente + 180
De lo contrario, el resultado directo en el cuadrante correcto se puede determinar si el programa de la calculadora o el programa tiene la función matemática atan2.

## Ascensión corta y larga
Debido a que el eje de la Tierra está inclinado respecto a la eclíptica, los doce signos no invierten la misma cantidad de tiempo en cruzar el horizonte Este. En el Ecuador, hay muy poca diferencia (a Piscis, Aries, Virgo y Libra les llevará un tiempo ligeramente inferior que a los otros signos), pero cuando se pasa de la línea ecuatorial, las diferencias surgen más y más grandes.
En el hemisferio norte, a los signos de Acuario, Piscis, Aries, Tauro y Géminis les lleva mucho menos tiempo que el teórico de dos horas cruzar el horizonte oriental, mientras que a los signos de Cáncer, Leo, Virgo, Libra, Escorpio y Sagitario les cuesta mucho más tiempo de dos horas hacerlo. Por ejemplo, en la latitud de París, Francia:
- Piscis, Aries y Géminis tardan sólo unos cincuenta y cinco minutos en cruzar el horizonte Este (esto se conoce como longitud de ascensión o simplemente como ascensión del signo).
- Acuario y Tauro tienen una ascensión de tan sólo setenta minutos, aproximadamente.
- Cáncer y Sagitario tiene una ascensión de alrededor de dos horas y media.
- Leo, Virgo, Libra y Escorpio tienen ascensiones de alrededor de dos horas y cuarenta y cinco minutos.

En latitudes más altas, estas diferencias se hacen aún más marcadas. En la latitud de San Petersburgo, Rusia:
- Piscis y Aries ascienden en tan sólo treinta minutos.
- Acuario y Tauro ascienden en sólo unos cuarenta y cinco minutos.
- Capricornio y Géminis ascienden en una hora y media.
- Grados individuales cerca de Sagitario o Cáncer ascienden dos veces más lentamente que los que están cerca de Acuario o de Tauro.
- Sagitario y Cáncer ascienden en dos horas y cuarenta minutos.
- Leo, Virgo, Libra y Escorpio tardan hasta tres horas y quince minutos en ascender.

Los astrólogos consideran de importancia estas diferencias de velocidad. En algunos sistemas de casas, las casas pueden llegar a ser muy grandes cuando cubren Acuario, Piscis, Aries y Tauro, ya que se observa que estos signos son mucho más pequeños, desde la perspectiva de un observador del hemisferio norte.
En el hemisferio sur, la ascensión larga y corta se invierten. Por ejemplo, en la latitud de Concepción, Chile:
- Piscis y Aries ascienden en dos horas y veinte minutos.
- Acuario y Tauro ascienden en dos horas y media.
- Capricornio y Géminis ascienden en dos horas y veinte minutos.
- Sagitario y Cáncer ascienden en casi exactamente dos horas.
- Escorpio y Leo ascienden en unos noventa minutos.
- Libra y Virgo ascienden en alrededor de setenta y cinco minutos.

## El ascendente en las regiones polares
A medida que el observador se acerca a las regiones polares, la diferencia de tiempo entre ascensiones largas y cortas tiende a ser más extrema.
En el Círculo Polar Ártico a 66,56° declinación Norte, a las 18h 00m 00s, de tiempo sidéreo local cuando los 0° de Capricornio están en el Medio Cielo, la eclíptica se encuentra al ras del horizonte con el ascendente efectivamente subsumido en su totalidad en el círculo mismo del horizonte. Es decir, la intersección de la eclíptica con el horizonte que define el ascendente deja de existir, y desaparecen todas las casas en ese instante. No hay signos que salgan o se pongan. No hay ascendente ni descendente. La geometría esférica falla aquí, a estos efectos.
En el instante siguiente, el movimiento diurno continúa, la eclíptica "asciende" en el horizonte y el ascendente reanuda su identidad, proporcionando el espacio para el cálculo de las casas intermedias.
A medida que se avanza más allá del círculo polar ártico, la mayoría de los sistemas de casas se rompen y no pueden utilizarse para ciertas partes del día. Cada vez más secciones de la eclíptica permanecen por debajo y por encima del horizonte, y no pueden ascender. Por ejemplo, a 75° de latitud, Sagitario, Capricornio y partes de Escorpio y Acuario están permanentemente por debajo del horizonte, mientras que Géminis, Cáncer y partes de Tauro y Leo se encuentren constantemente sobre el horizonte. Estos no pueden ser ascendentes.
Además, el ascendente muestra un comportamiento extraño. En la latitud 75°, a las 21h 20m 00s de tiempo sidéreo, el Medio Cielo y el ascendente se fusionarán y se hallarán en conjunción con la confusión de sus definiciones por separado. En este caso, todas las casas intermedias se ponen a cero, a excepción de las casas de 12 y 6.

## Influencia y efectos
Puesto que el ascendente es la Casa I y, simbólicamente, es el comienzo del círculo de las casas, la astrología entiende que el ascendente establece la forma de comenzar las cosas en el nativo. Por extensión, simboliza la forma de nacer, y por eso afectaría al físico y su apariencia.
La influencia del ascendente se manifiesta de varias maneras:
- A través del signo que se encuentra en la cúspide del mismo (llamado signo ascendente), porque dota de las características propias de éste al recién nacido.
- A través del planeta regente del signo que se encuentra en el ascendente, puesto que éste se convierte en el gobernador de la carta y es un elemento sumamente importante para la interpretación de la misma. Este planeta aporta muchas características al nacido, tanto por carácter como por apariencia.
- A través de los aspectos que otros planetas hacen al regente y al mismo ascendente. El punto de corte del ascendente con la elíptica se convierte en uno de los llamados puntos sensibles. Son sumamente importantes aquellos planetas que hacen con el ascendente aspectos mayores y, principalmente, los que hacen conjunción con el mismo, puesto que muchos astrólogos entienden que sus características destacarán de forma muy visible en la personalidad y en el físico del recién nacido.[3] Esta cercanía al ascendente incluye no solo aquellos planetas que se encuentran en el área de la Casa I (bajo el Horizonte), sino también a los que están a 10° de distancia dentro de la Casa XII (es decir, por encima del Horizonte).

Los planetas en la Casa I pueden llegar a eclipsar el efecto del Ascendente, de manera evidente.
En cuanto a los efectos que tiene el Ascendente en el nativo, desde hace siglos los astrólogos han establecido multitud de reglas o aforismos para determinar el aspecto físico a partir del Ascendente y de sus aspectos a los distintos planetas, aunque hay que recalcar que son muy importantes también los planetas en Casa I. Existen astrólogos que afirman que la persona tiende a exteriorizar más los rasgos de su ascendente que los de su signo solar, por lo tanto los demás reconocen a éste por las características de este signo.
El Ascendente representa la personalidad, así como el Sol representa el núcleo de la consciencia y la Luna simboliza las emociones. Puede alterar los rasgos físicos característicos del signo solar arquetípico, aunque, como es sabido, la astrología es terreno de conjeturas y no existen comprobaciones científicas.[cita requerida]

## En la astrología médica
Puesto que el ascendente está vinculado especialmente con el cuerpo físico, juega un papel importante en la interpretación desde el aspecto médico de la carta natal, e indica, según el signo y aspectos, el órgano o los sistemas que son especialmente sensibles en el nativo. Lo mismo se puede decir del regente del ascendente, cuyo estudio ayuda a interpretar estas cuestiones.
No obstante, en la astrología médica, no solo se estudia el signo ascendente, su cúspide y el regente del mismo. Para hacer un estudio astrológico sobre la salud y los puntos físicos fuertes y débiles de la persona recién nacida, es necesario determinar sobre la carta natal ciertos puntos llamados hyleg (punto arábigo que se establece como el punto sensible básico de la misma, a efectos de salud y longevidad), afeta (planeta que mejor aspecta al hyleg) y anareta (planeta que peor aspecta al hyleg). Una vez establecidos, se estudian las relaciones de estos con el ascendente, principalmente. Históricamente, el término afeta alude a aquello que produce buena influencia sobre el nativo.
El ascendente suele considerarse hyleg en caso de que se descarten como tal el Sol y la Luna. Sobre ese aforismo, original de Claudio Ptolomeo, hay muchas opiniones contradictorias, pero suele ser la opinión dominante.
Otras consideraciones necesarias a la hora de estudiar la salud son las que se hacen con otras tres casas implicadas en este tema: la Casa VI, como referente de las enfermedades agudas, y la Casa XII, como referente de las enfermedades crónicas y la hospitalización. La casa VIII suele usarse para hacer juicios sobre la muerte y las operaciones quirúrgicas. Para cuestiones más específicas, se hace uso del significado inherente de cada planeta y de cada casa: el Sol rige el corazón y las arterias, la Luna rige el sistema digestivo, las emociones, la nutrición; Saturno rige los huesos... Además, cada planeta, por su particular forma de ser o esencia, propende a provocar dolencias determinadas: Saturno limita, constriñe, ralentiza, petrifica y, por tanto, producirá problemas por mal funcionamiento o generará cálculos, artritis, enfriamientos, etcétera. Marte rige la energía, el calor, las heridas, así que su influencia se hará notar como inflamaciones, heridas abiertas, accidentes, subidas de tensión y fiebre, entre otras cosas.

## El Regente Natal
El Regente Natal también es conocido como el Planeta o Planetas que rigen el Ascendente. Éste (Éstos) juega un papel fundamental en la Carta Natal. El Ascendente representa la forma en que un individuo se presenta al mundo y, por ende, el Regente Natal refleja las características, tendencias y rasgos distintivos del propio Nativo. Este Planeta Regente proporciona una clave esencial para comprender la personalidad y el camino de vida del individuo. 
El Regente Natal debe analizarse cuidadosamente, ya que este Análisis revela gran parte del Destino del Nativo. Las acciones, decisiones y motivaciones que caracterizan al individuo están íntimamente ligadas a la influencia de este Planeta. Por ejemplo, un Regente Natal en una posición de fortaleza, por ejemplo, al estar en su propio signo o en un signo de exaltación, supone que el individuo tiene una mayor capacidad para enfrentar desafíos y lograr sus objetivos. Por otro lado, un Regente Natal en caída o en detrimento puede indicar áreas donde el nativo puede encontrar más dificultades y necesitará trabajar más arduamente para alcanzar el éxito. Así, la condición del Regente Natal en la Carta proporciona una visión profunda de los recursos internos y las áreas de crecimiento del individuo.
El Ascendente y su Regente también hablan de aspectos cruciales como la fuerza de voluntad, la autoconfianza, el amor propio y el poder interior del nativo. Estos elementos son fundamentales para entender cómo una persona aborda la vida y sus desafíos. 
Un Ascendente fuerte, con un Regente Natal bien posicionado, puede indicar una disposición proactiva y una capacidad natural para liderar y tomar decisiones acertadas. Por el contrario, si el Ascendente o su Regente están afligidos, esto puede manifestarse en inseguridades, falta de dirección o dificultades para tomar iniciativas. Por tanto, el análisis del Regente Natal proporciona una comprensión detallada de la disposición y capacidad del individuo para la acción y el logro de sus metas.

#### Los 12 Signos del Zodiaco como Signos Ascendentes y sus Regentes Natales
1. Ascendente Aries: Marte
2. Ascendente Tauro: Venus
3. Ascendente Géminis: Mercurio
4. Ascendente Cáncer: La Luna
5. Ascendente Leo: El Sol
6. Ascendente Virgo: Mercurio y Quirón
7. Ascendente Libra: Venus
8. Ascendente Escorpio: Marte y Plutón
9. Ascendente Sagitario: Júpiter
10. Ascendente Capricornio: Saturno
11. Ascendente Acuario: Saturno y Urano
12. Ascendente Piscis: Júpiter y Neptuno